# لويس غودن
كان لويس سيدني فرانك غودن، الحاصل على وسام الإمبراطورية البريطانية (1877 - 17 مارس 1954)، تاجر طوابع وجامع طوابع بريطاني، أُدرج اسمه في قائمة هواة جمع الطوابع المتميزين عام 1946.
بدأ غودن عمله في منطقة ستراند بلندن عام 1912، ثم انضم إليه ابنه فرانك غودن. أصدرت الشركة جريدة غودنز غازيت الشهرية عام 1933.
نظّم لويس غودن قسم الطوابع البريدية في معرض الإمبراطورية البريطانية عام 1924.